# Didona
U grčkim i rimskim izvorima  Didona se spominje kao osnivačica i prva kraljica Kartage (u suvremenom Tunisu). Najpoznatija je po prikazu koji je dao rimski pjesnik Vergilije u svojoj Eneidi. U nekim izvorima se spominje kao Elissa.
Naziv Elissa je vjerojatno grčka verzija feničke Elishat. Ime Didona, u latinskim izvorima Dido, izgleda da je bila fenička riječ za "Lutalicu", a vjerojatno i ime pod kojim se Elissa najbolje znala u Kartagi.

## Didona u ranim klasičnim izvorima
Opsežnija priča o Didoni se prvi put javlja u djelu rimskog pisca Gneja Pompeja Troga u njegovom djelu Filipičke povijesti u 1. stoljeću pr. Kr.
U najranijoj verziji ona je bila kći kralja Mattana I. od Tira. Otac je htio da ga naslijede ona i njen brat Pigmalion, koji je bio još dijete. Kada je Pigmalion odrastao, Didona, poznata po svojoj ljepoti, već se bila udala za Akerbasa, visokog svećenika Melqarta, poznatog po svom bogatstvu. Pohlepni Pigmalion je Akerbasa dao ubiti.
Didona se, međutim, osvetila svom bratu tako što je na prevaru pokupila muževo zlato i dala se u bijeg. Utočište je prvo našla na Cipru gdje se njenim pristašama pridružilo 80 prostitutki.
Konačno je Didona našla utočište na obali Sjeverne Afrike. Tamo je od domorodaca zatražila privremeno utočište. Oni su Feničanima pristali dati samo zemlju onoliko veliku "koliko je može pokriti goveđa koža". Međutim, lukava Didona je kožu izrezala na najsitnije dijelove i njome opasala cijelo jedno brdo. Tako su Feničani dobili prostrano područje na kojem su, uz pomoć ranije osnovane feničke kolonije Utike sagradili Kartagu.
Međutim, Iarbas, vladar susjednih Maksitanaca, bio je zavidan na bogatstvo Kartage te je zatražio da se Didona uda za njega, inače će objaviti Kartagi rat. Nastojeći spasiti svoj grad, ali istovremeno ne želeći pristati živjeti s barbarom, Didona je prividno pristala, ali se potom tijekom žrtvene ceremonije bacila na mač i izgorjela.

## Didona uEneidi
Vergilije je u svom epu priču o Didoni upotpunio legendom o Eneji, trojanskom princu koji nakon pada Troje vodi izbjeglice preko Mediterana. Eneja u epu dolazi u Sjevernu Afriku gdje je Kartaga već etabliran i moćni grad-država. Pod utjecajem bogova Eneja i Didona se zaljube, ali Eneja na kraju odabire svoju dužnost i odlazi u Italiju gdje će njegovi potomci osnovati Rim.
Didona je ostavljena, osramoćena i slomljenog srca te simbolički spaljuje oružje i sve predmete koje je Eneja ostavio, a potom se baca na mač i spaljuje sebe. Njene posljednje riječi su kletva temeljem koje će Kartaga biti vječni neprijatelj Rima sve do uništenja tog grada u punskim ratovima.

## Vanjske poveznice
- sve na engleskom jeziku
  - Forum Romanum: Justin 18.3f (18.3–6) relating the early story of Elissa in full.)
  - A. S. Kline's translation of Virgil's works including the Aeneid
  - Ovid's imagined letter from Dido to Aeneas, trans. Miceal F. Vaughan
  - Appian, The Punic Wars, chapter 1
  - Dido, Queen of Carthage  Arhivirana inačica izvorne stranice od 1. rujna 1999. (Wayback Machine)
  - The Tragedy of Dido, Queen of Carthage, by Christopher Marlowe (and Thomas Nashe?).